# Bernat Erta
Bernat Erta Majó (Lérida, 15 de febrero de 2001) es un deportista español que compite en atletismo, especialista en las carreras de velocidad. Posee varios récords de España en el relevo 4 × 400 m.
Ganó una medalla de plata en el Campeonato Mundial de Atletismo en Pista Cubierta de 2022 y dos medallas de plata en el Campeonato Europeo de Atletismo en Pista Cubierta, en los años 2019 y 2025, en la prueba de 4 × 400 m.
Participó en los Juegos Olímpicos de Tokio 2020, ocupando en el décimo lugar en la prueba de 4 × 400 m mixto.

## Trayectoria deportiva
Forma parte de una familia de atletas, incluyendo a su padre y entrenador, Quim Erta, y su hermano Arnau, vallista.
En el Campeonato de España de Atletismo en Pista Cubierta de 2019 consiguió el bronce en los 400 m, su primera medalla en la categoría absoluta. Ese mismo año, en el Campeonato Europeo en Pista Cubierta, obtuvo la medalla de plata en el relevo 4 × 400 m (junto con Óscar Husillos, Manuel Guijarro y Lucas Búa) batiendo el récord de España. Al aire libre consiguió dos medallas en el Campeonato Europeo Sub-20, plata en 400 m y bronce en 4 × 400 m.
En 2020 no pudo revalidar el podio en el Campeonato de España en Pista Cubierta; sin embargo, su marca de 46,73 s significó un nuevo récord español. En verano, compitiendo al aire libre, conquistó su primer título de campeón de España, al vencer en la prueba de los 400 m.
En 2021 participó en los Juegos Olímpicos de Tokio, en el relevo 4 × 400 m mixto, junto con Samuel García, Laura Bueno y Aauri Bokesa. A pesar de que batieron el récord de España, no lograron alcanzar la final.
En 2022 ganó la medalla de plata en el Campeonato Mundial de Atletismo en Pista Cubierta, junto con Bruno Hortelano, Iñaki Cañal y Manuel Guijarro.
Tras dos años con distintas lesiones que le impidieron competir a gran nivel, volvió a la competición internacional en el Campeonato Europeo en Pista Cubierta de 2025, donde consiguió la medalla de plata con récord de España en los 4 × 400 m masculinos. En ese mismo campeonato también consiguió el récord de España del relevo mixto, acabando en cuarta posición.

## Palmarés internacional
| Campeonato Mundial en Pista Cubierta | Campeonato Mundial en Pista Cubierta | Campeonato Mundial en Pista Cubierta | Campeonato Mundial en Pista Cubierta |
| Año                                  | Lugar                                | Medalla                              | Prueba                               |
| ------------------------------------ | ------------------------------------ | ------------------------------------ | ------------------------------------ |
| 2022                                 | Belgrado (Serbia)                    | Medalla de plata                     | 4 × 400 m                            |
| Campeonato Europeo en Pista Cubierta |                                      |                                      |                                      |
| Año                                  | Lugar                                | Medalla                              | Prueba                               |
| 2019                                 | Glasgow (Reino Unido)                | Medalla de plata                     | 4 × 400 m                            |
| 2025                                 | Apeldoorn (Países Bajos)             | Medalla de plata                     | 4 × 400 m                            |

## Resultados internacionales
| Año  | Competición                          | Sede      | Puesto            | Prueba          | Marca   |
| ---- | ------------------------------------ | --------- | ----------------- | --------------- | ------- |
| 2018 | Campeonato Europeo Sub-18            | Győr      | 6.º               | 400 m           | 47,50   |
| 2019 | Campeonato Europeo en Pista Cubierta | Glasgow   | Medalla de plata  | 4 × 400 m       | 3:06,32 |
| 2019 | Campeonato Europeo Sub-20            | Borås     | Medalla de plata  | 400 m           | 46,24   |
| 2019 | Campeonato Europeo Sub-20            | Borås     | Medalla de bronce | 4 × 400 m       | 3:08,66 |
| 2019 | Campeonato Europeo por Equipos       | Bydgoszcz | 4.º               | 4 × 400 m       | 3:04,52 |
| 2019 | Campeonato Europeo por Equipos       | Bydgoszcz | 2.º               | 4 × 400 m mixto | 3:20,47 |
| 2021 | Campeonato Europeo Sub-23            | Tallin    | 7.º               | 400 m           | 46,01   |
| 2021 | Campeonato Europeo Sub-23            | Tallin    | 10.º (s.)         | 4 × 400 m       | 3:09.14 |
| 2021 | Campeonato Europeo por Equipos       | Chorzów   | 2.º               | 4 × 400 m       | 3:03,10 |
| 2021 | Juegos Olímpicos                     | Tokio     | 10.º (s.)         | 4 × 400 m mixto | 3:13,29 |
| 2022 | Campeonato Mundial en Pista Cubierta | Belgrado  | Medalla de plata  | 4 × 400 m       | 3:06,82 |
| 2023 | Campeonato Europeo Sub-23            | Espoo     | 15.º (sf.)        | 400 m           | 47,10   |
| 2023 | Campeonato Europeo Sub-23            | Espoo     | 6.º               | 4 × 400 m       | 3:05.68 |
| 2023 | Campeonato Mundial                   | Budapest  | 15.º (s.)         | 4 × 400 m       | 3:02.64 |
| 2025 | Campeonato Europeo en Pista Cubierta | Apeldoorn | 4.º               | 4 × 400 m mixto | 3:17.12 |
| 2025 | Campeonato Europeo en Pista Cubierta | Apeldoorn | Medalla de plata  | 4 × 400 m       | 3:05.18 |

1. ↑  Esta prueba no contaba para la clasificación por Equipos

## Marcas personales
| Prueba                | Marca   | Viento | Lugar     | Fecha                |
| --------------------- | ------- | ------ | --------- | -------------------- |
| 200 metros            | 21,29   | +1.1   | Ibiza     | 8 de mayo de 2021    |
| 400 metros            | 45,69   | –      | Getafe    | 27 de junio de 2021  |
| 400 metros vallas     | 54,51   | –      | Barcelona | 1 de mayo de 2019    |
| 4 × 400 metros        | 3:04,52 | –      | Bydgoszcz | 11 de agosto de 2019 |
| 4 × 400 metros mixtos | 3:13,29 | –      | Tokio     | 30 de julio de 2021  |

| Prueba                | Marca   | Lugar     | Fecha                 |
| --------------------- | ------- | --------- | --------------------- |
| 200 metros            | 21,67   | Sabadell  | 9 de febrero de 2020  |
| 400 metros            | 46,23   | Orense    | 27 de febrero de 2022 |
| 4 × 400 metros        | 3:05,18 | Apeldoorn | 9 de marzo de 2025    |
| 4 × 400 metros mixtos | 3:17,12 | Apeldoorn | 6 de marzo de 2025    |